# Jetze Doorman
Jetze Doorman (Balk, 2 de julio de 1881-Breda, 28 de febrero de 1931) fue un deportista neerlandés que compitió en esgrima, especialista en las modalidades de espada y sable.
Participó en cuatro Juegos Olímpicos de Verano entre los años 1908 y 1924, obteniendo en total cuatro medallas de bronce: dos en Estocolmo 1912, una en Amberes 1920 y una en París 1924.

## Palmarés internacional
| Juegos Olímpicos | Juegos Olímpicos   | Juegos Olímpicos  | Juegos Olímpicos   |
| Año              | Lugar              | Medalla           | Prueba             |
| ---------------- | ------------------ | ----------------- | ------------------ |
| 1912             | Estocolmo (Suecia) | Medalla de bronce | Espada por equipos |
| 1912             | Estocolmo (Suecia) | Medalla de bronce | Sable por equipos  |
| 1920             | Amberes (Bélgica)  | Medalla de bronce | Sable por equipos  |
| 1924             | París (Francia)    | Medalla de bronce | Sable por equipos  |